# Won't Let You Go (Avril Lavigne)
Won't Let You Go is een single van de Canadese zangeres Avril Lavigne. Het nummer lekte uit op 4 augustus 2011.

## Achtergrondinformatie
Het nummer werd geschreven voor de film Eragon, voor welke later Keep Holding On zou worden gekozen. Op 16 mei 2010 werd het echter toch uitgebracht als klein fragment.
Op 4 augustus 2011 lekte een langere versie van het nummer op YouTube uit, zonder het tweede couplet. Enkele dagen later lekte ook de volledige versie uit.